# Arte minoica
A arte minoica ou arte da antiga civilização minoica desenvolveu-se entre cerca de 3 000−1 100 a.C. tanto na ilha de Creta, como em diversas regiões do Egeu e Mediterrâneo, locais onde a influência minoica foi forte devido ao comércio intenso com potências e povos das proximidades.

## Arquitetura

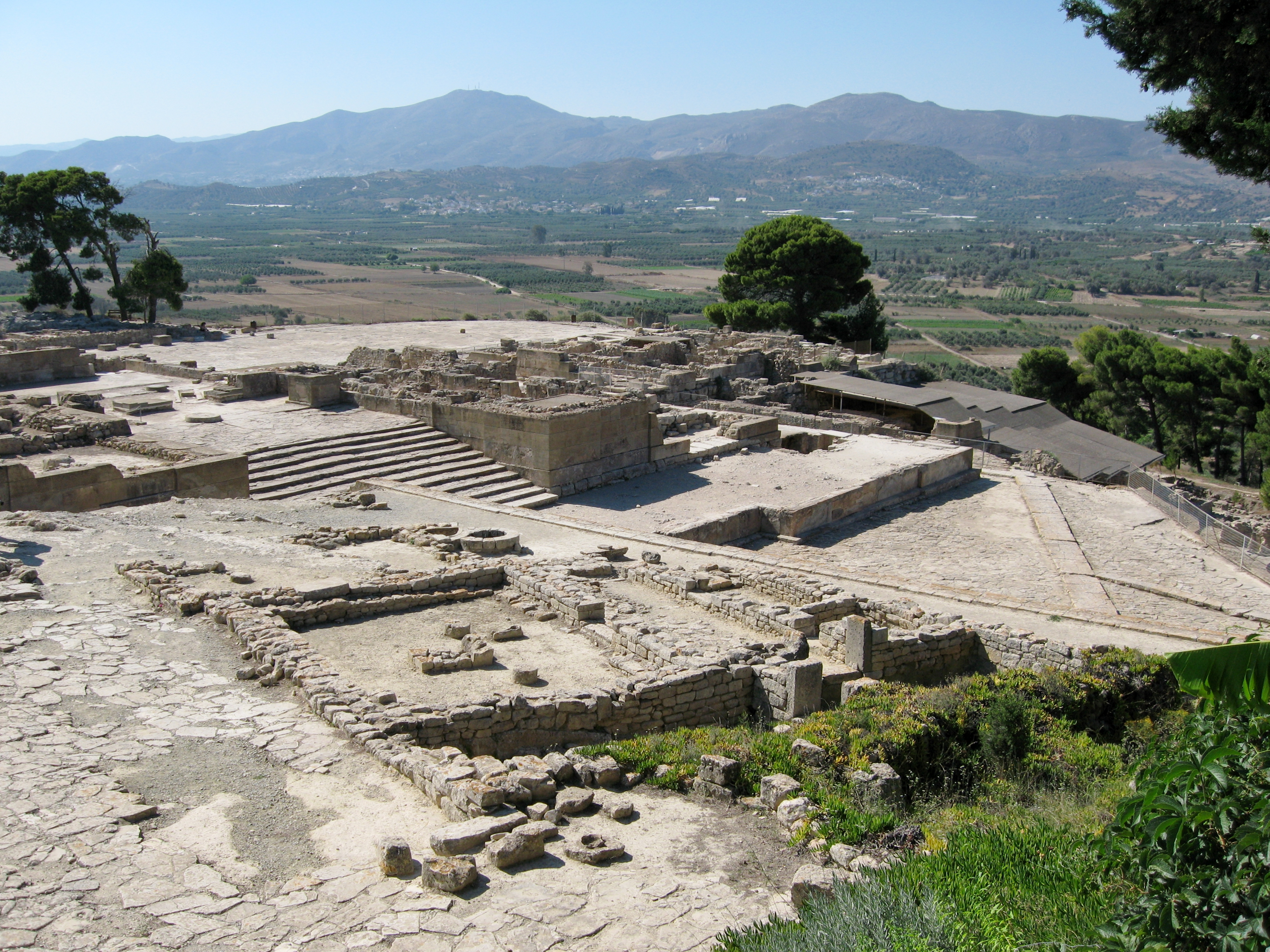
Ruínas de Festo

Uma das contribuições mais notáveis dos minóicos a arquitetura é sua coluna, que foi maior no topo do que na base. As colunas geralmente eram feitas de madeira ao invés de pedra, e eram geralmente pintadas de vermelho. Eram montadas em uma base de pedra simples e cobertas com uma almofada, uma peça redonda em jeito de capitel. Durante o Minoano Médio os minoicos desenvolveram técnicas arquitetônicas revolucionárias como o uso de cantarias cortadas e a perfuração de encaixes no topo de blocos de cantarias para a fixação de grandes vigas horizontais.
Devido a mitologia, muitos estudiosos por anos lutaram para descobrir a localização do famoso labirinto do minotauro. Como Evans apontou em suas primeiras impressões, Cnossos deveria ser encarado como o labirinto, no entanto, recentes investigações apontam a caverna de Escoteino, a 12 km de Cnossos, como o real labirinto. Usada para a submeter os jovens a provas iniciativas, suas galerias subterrâneas descem até 55 metros de profundidade dispondo-se em 4 níveis com rutura de níveis e becos sem saída; pelo percurso há blocos calcários esculpidos que representam cabeças monstruosas. No fim do circuito há um altar de pedra. Além disso, segundo alguns autores, o nome "labirinto" (labýrinthos), por aproximação etimológica com a palavra lábris (machado duplo), apontaria para a seguinte interpretação: labýrinthos ao invés de sua interpretação literal poderia ser encarado como "palácio do lábris".

## Pré-palaciano

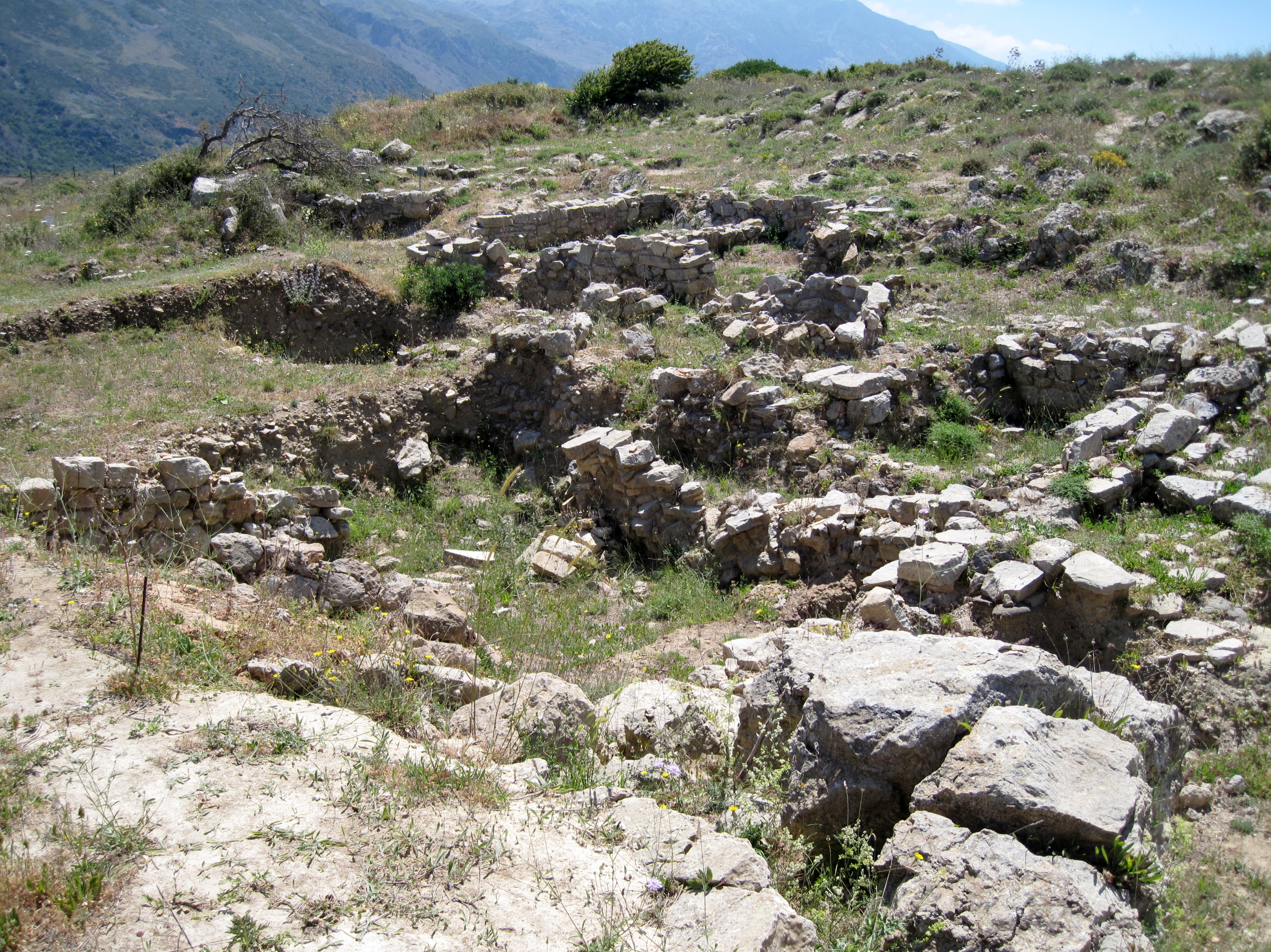
Ruínas de Sybrita

O Minoano Antigo é caracterizado por um contínuo processo de evolução arquitetônica. No Minoano Antigo I pequenas aldeias aumentam vertiginosamente em número por toda ilha, embora ainda seja evidente a ocupação de cavernas. No Minoano Antigo II há edifícios de grande porte com grande número de divisões, alguns dos quais foram usados como armazéns, enquanto outros eram quartos ligados a corredores; há áreas pavimentadas adjacentes a estes edifícios. As paredes eram construídas com tijolos de argila e cascalho, rebocadas com cal e pintadas de vermelho. Em Vasilicí, por exemplos, as paredes eram apoiadas em uma estrutura de madeira, enquanto o telhado era sustentado por vigas de madeira cobertas de junco, cana e argila. Em Mirtos o teto era de ramos de oliveira cobertas com junco e cal; seu piso era de blocos de pedra cobertos por uma camada de argila branca. Em Cnossos, datados do Minoano Antigo III, estão localizados o edifícios conhecido como hipogeu e uma grande parede presumivelmente parte de um edifício monumental.
No final do Minoano Antigo, III milênio a.C., os primeiros palácios minoicos começaram a ser erigidos. Supunha-se que a fundação dos palácios era síncrona (especula-se que os palácios tenham sido erigidos praticamente ao mesmo tempo) e datável do Minoano Médio em torno de 2 000 a.C. (data do primeiro palácio em Cnossos), embora hoje se saliente que os palácios foram construídos durante um período mais longo em diferentes locais, em resposta a evolução local. Os primeiros palácios foram os de Cnossos, Mália e Festo, tendo estes sido influenciados por elementos de estilos de construções do Minoano Antigo.

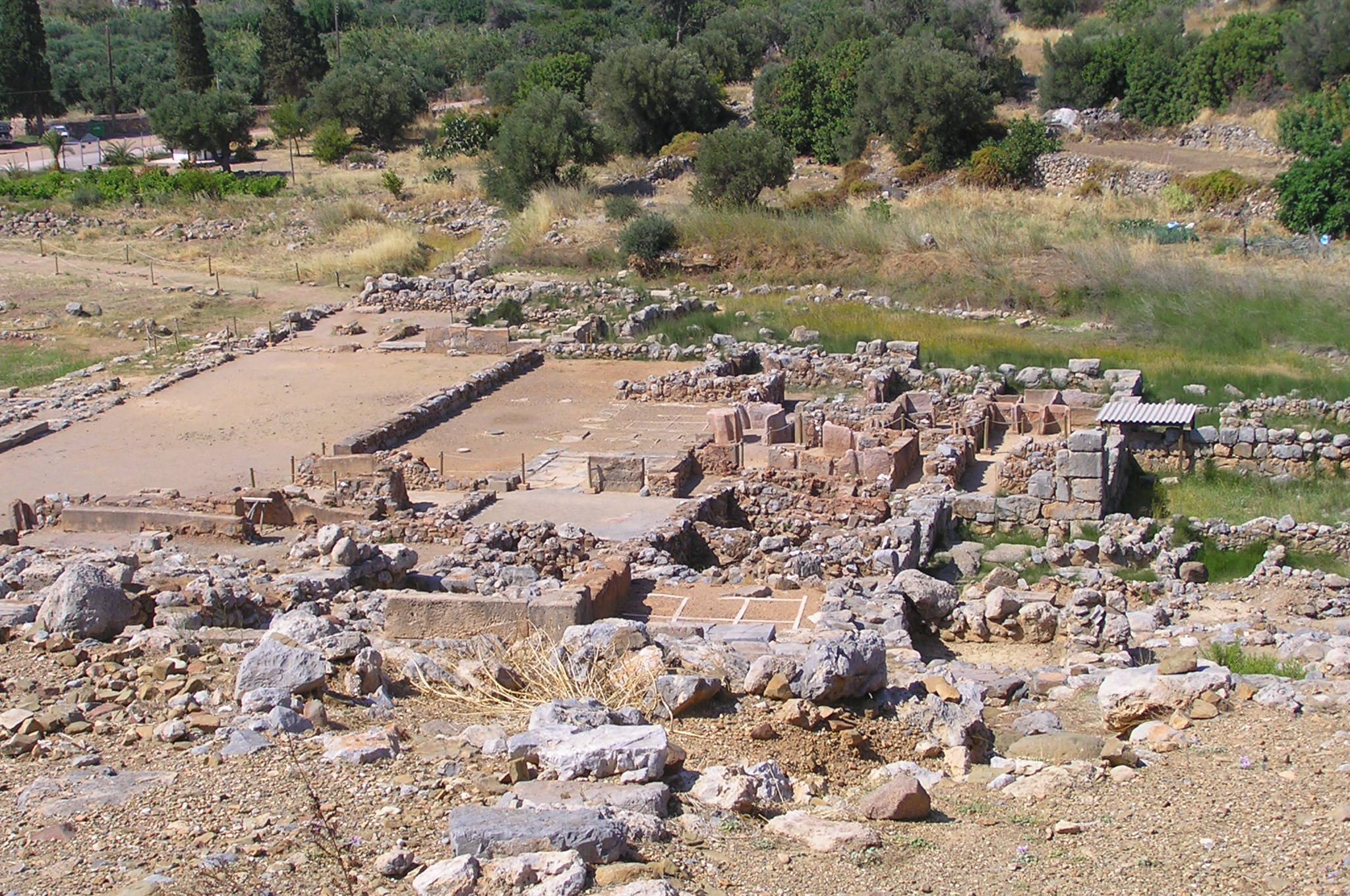
Ruínas do palácio de Cato Zacro

No Minoano Antigo houve diversos estilos tumulares, alguns deles importados das Cíclades (cistas). Os primeiros exemplos são as cavernas (utilizadas desde o neolítico final) onde é comum a presença de ossos de indivíduos diferentes misturados e habitualmente cremados. Lárnaques e pitos tornam-se populares durante o período, especialmente no Minoano Médio. Os lárnaques eram elípticos, relativamente baixo, não possuíam pedestais nem decoração, e eram depositados em covas individuais, em túmulos retangulares construídos ou nos tolos.  Os tolos minoicos eram circulares, com um diâmetro entre quatro e treze metros, com paredes geralmente espessas compostas por blocos brutos de pedra ligadas com argila. Eram edificados sobre uma superfície plana ou contra uma saliência rochosa; suas portas eram pequenas e quase sempre fechadas por uma grande laje retangular do lado de fora. Os túmulos retangulares construídos dividem-se em duas categorias: série de longas e estreitas câmaras paralelas; grupo de quartos quadrados ou retangulares. Nestes túmulos e nos tolos as inumações eram múltiplas, tendo sido evidente que os ossos foram periodicamente desenterrados e posteriormente enterrados novamente, assim como há evidências de fumigações.

## Protopalaciano

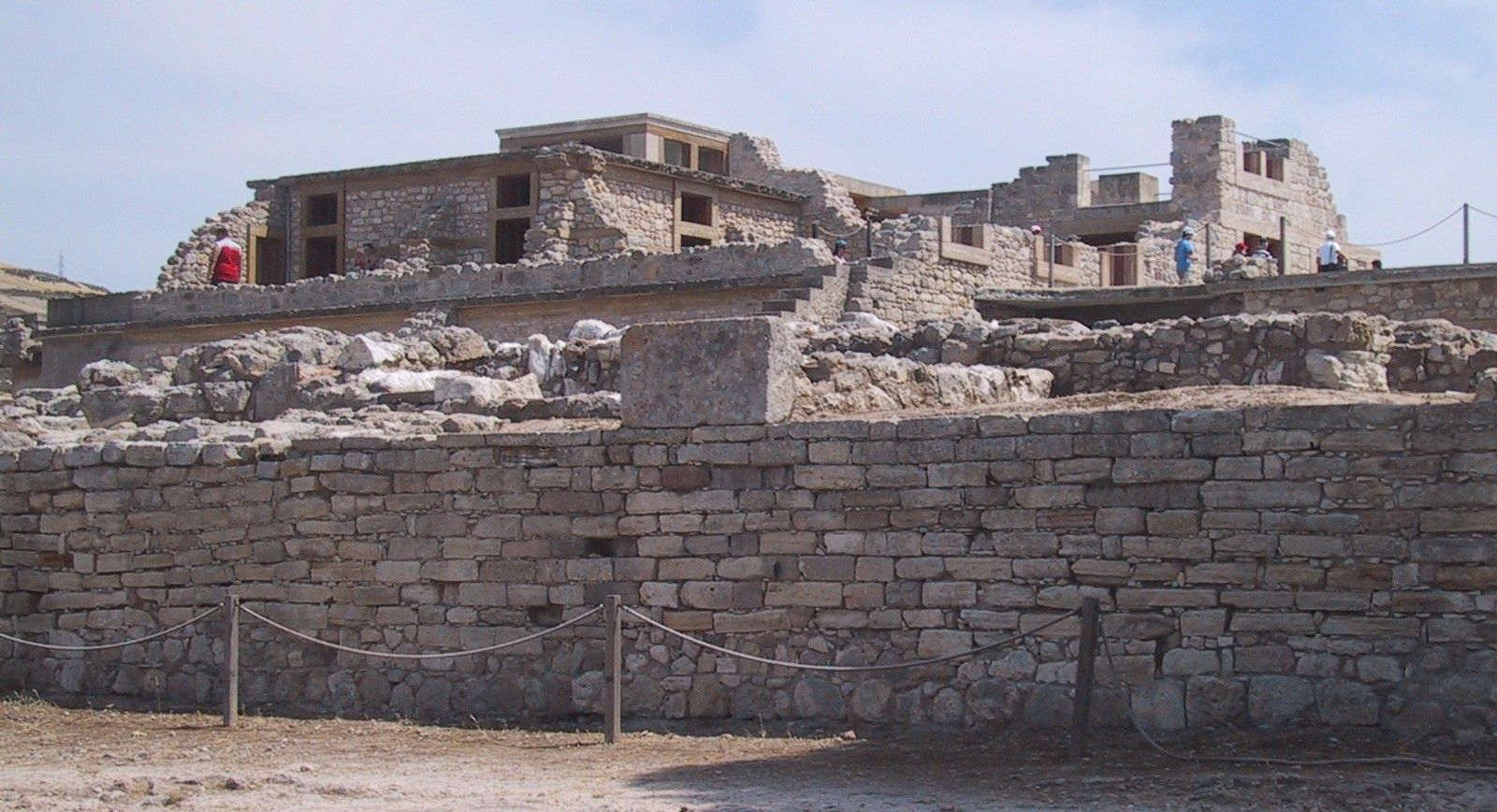
Ruínas do palácio de Cnossos

Como característica marcante, os palácios minoicos do Minoano Médio (Festo com o Monte Ida) estão alinhados com a topografia circundante. A arquitetura destes complexos é identificada pelo estilo "quadrado dentro do quadrado", enquanto os palácios posteriores incorporam mais divisões internas e corredores. Para a edificação dos palácios utilizou-se calcário e gesso. Os palácios, disposto em torno de um pátio central, possuíam setores que agrupam apartamentos residenciais, salas para banquetes, salas de recepção, quartos de hóspedes, teatros, armazéns, santuários, escritórios administrativos e ateliês de ceramistas, gravadores de sigilos, artesãos de bronze, etc. Alguns ambiente possuem afrescos de animais, pessoas e plantas.

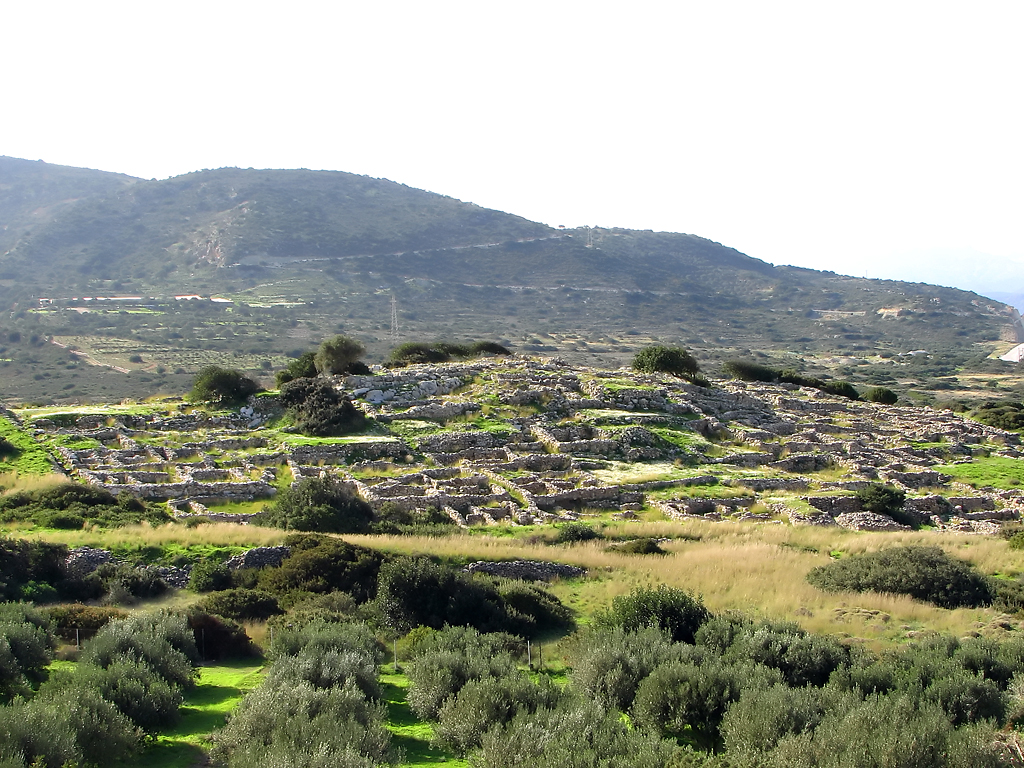
Vista das ruínas de Gúrnia

A ala ocidental de Festo (parte do primeiro palácio) é rodeada por uma série de pátios pavimentados que foram adentrados por duas entradas principais e cinco menores. Em Festo, Cnossos e Mália encontrou-se poços circulares conhecidos como koulourai (singular: kouloura) que funcionavam como silos; em Cato Zacro há cisternas, drenos e uma fonte. Os armazéns de Mália dispunham seus pitos em áreas elevadas no chão, pois no centro dos armazéns há canais que terminavam em buracos que eram usados para recolher tudo que derramasse dos vasos. Não há consenso quanto à função do edifício conhecido como Cripta hipostila, onde foram identificadas criptas pilares e uma bacia lustral.
A oeste do palácio de Mália há um complexo arquitetônico composto por três edifícios, onde a do meio (conhecida como Quartier Mu) é o mais proeminente. Ocupando uma área de 450 m², possuí cerca de 30 quartos térreos, um santuário com uma lareira retangular, quatro depósitos com sistemas de drenagem, uma sala pavimentada, uma bacia lustral, um poço de luz, e duas escadas para andares superiores; a disposição dos aposentos ilustra certa estratificação social. Do lado oposto da rua estão localizadas três oficinas contemporâneas que possivelmente eram de empregados de Quartier Mu. Os hipogeus do pré-palaciano, agora erigidos fora das dependências palacianas, geralmente localizam-se em pátios públicos que separam o palácio da cidade circundante. Semi-subterrâneos, não há consenso quando sua função, tendo sido considerados como armazéns, no entanto, segundo investigações recentes, possivelmente funcionaram como depósitos de água, ou latrinas de detritos.

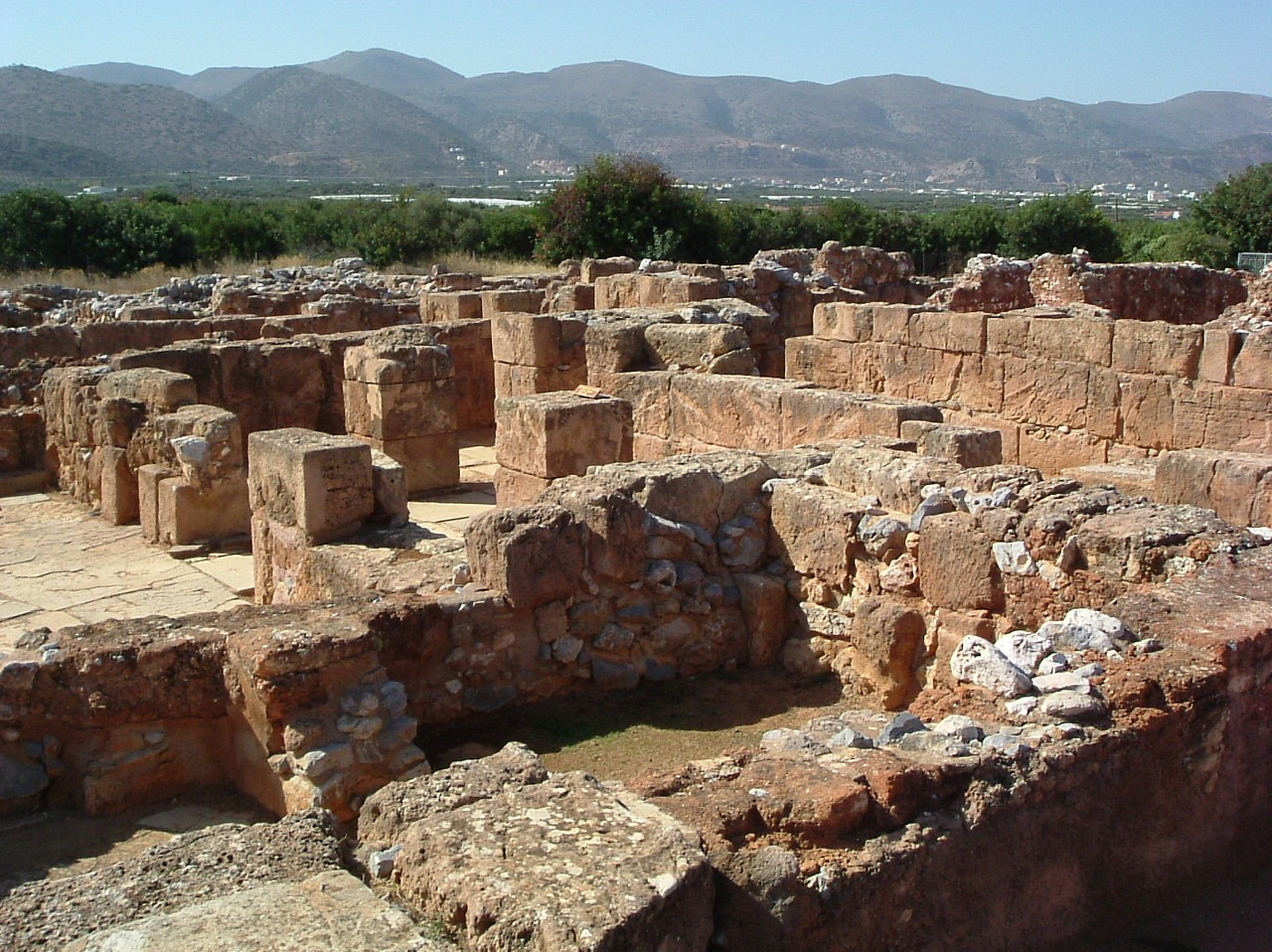
Ruínas do palácio de Mália

Neste períodos, o sentimento de mudanças sentidos na sociedade como um todo, influiu diretamente no tratamento dos minoicos com seus mortos. Os tolos continuam a ser erigidos, contudo, em menor número; um tolo de Archanes possuí um dromo (corredor de entrada), uma característica dos tolos micênicos. Um novo tipo de sepultura, os túmulos com câmara, surgem neste período. São compostos por passagens horizontais com inclinação para baixo, o dromo e o estômio (porta de entrada menor que o corredor) que se abre para uma câmara retangular ou arredondada. Nesta fase os pitos tornam-se mais comuns eram depositados em covas simples, isolados ou em grupos, em cavernas, em tolos, em ossários retangulares ou em túmulos de câmara. Os lárnaques tornam-se menores e mais profundos quando elípticos; há os primeiros exemplos de formas retangulares sem pernas assim como formas pintadas.

## Neopalaciano e Pós-palaciano

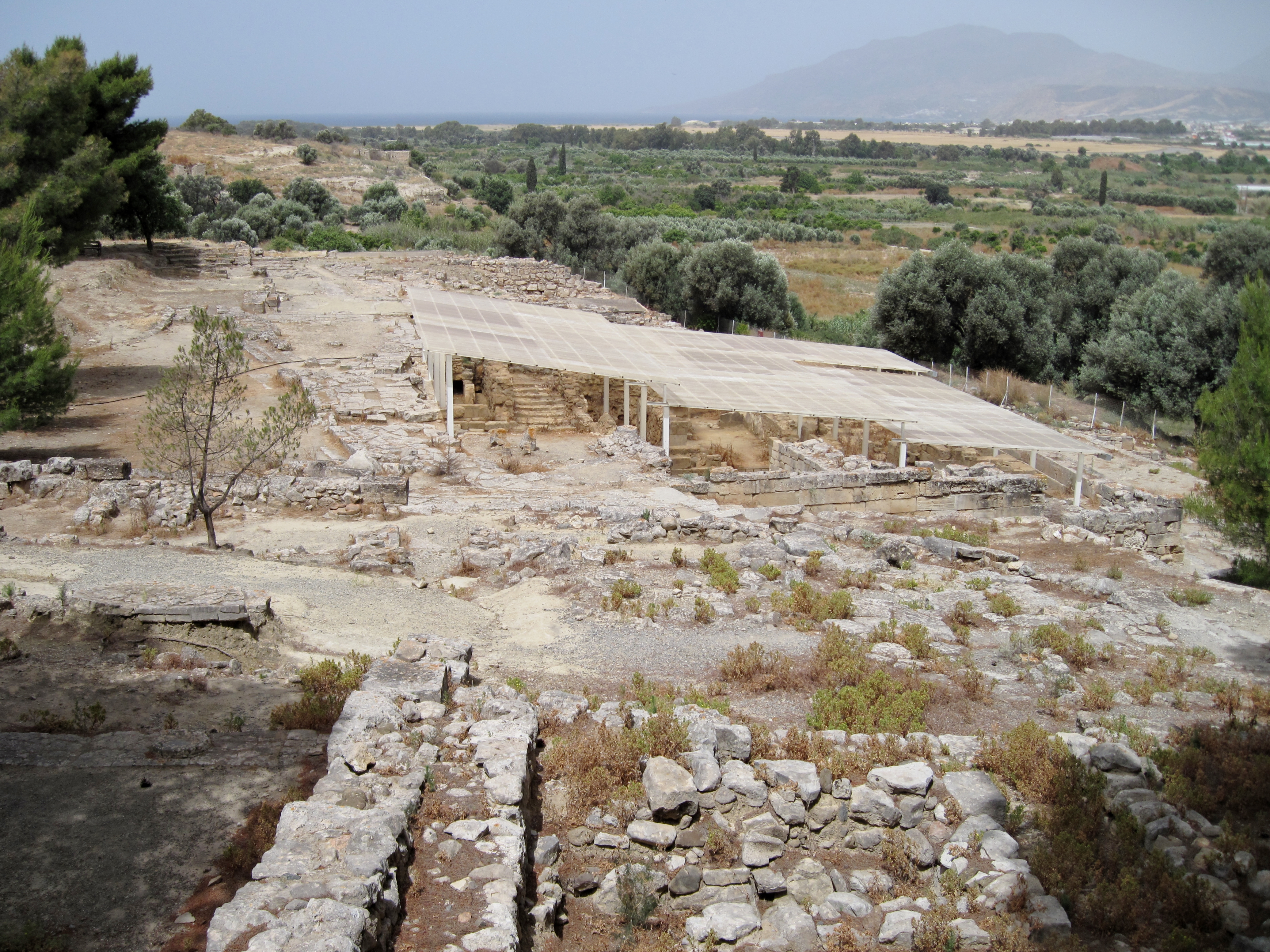
Ruínas de Hagia Triada

As cidades do neopalaciano eram compostas por palácios, sistemas de canalização de água e esgoto, ruas calcetadas, lojas comerciais, etc; conectavam-se entre si por estradas pavimentadas. Ductos de pedra levavam água de morros e das chuvas, distribuindo-as por tubos de banheiros e privadas; águas e resíduos eram levados através de manilhas de barro. Foram variadas as plantas das cidades deste período: blocos de casas divididas por ruas pavimentadas; um edifício central principal (às vezes um palácio menor) e um aglomerado de edifícios pequenos no entorno; um palácio central e grandes casas no entorno; casas grandes separadas ou aglutinadas em espaços menores. Além das cidades havia vilarejos isolados compostos por casas de tijolos e madeira, construídas sobre blocos de calcário; mansões rurais também são comuns. No litoral, estaleiros foram erigidos para fabricação de navios.
Hagia Triada (assentamento neopalaciano, notório durante o pós-palaciano) foi um grande complexo em forma de L suntuosamente decorado, localizado no extremo leste do palácio de Festo. Deste preserva-se os bairros residenciais e algumas parcelas dos bairros manufatureiros (oficinas) e de armazenamento. Outros característicos complexos do períodos são o Pequeno Palácio de Cnossos, a Villa Real de Cnossos, Nirou Khani e a cidade de Gúrnia.
No âmbito tumular covas, cavernas e cistas são raramente usadas. Durante o período os túmulos com câmara são os sepultamentos mais característicos. Os tolos micênicos (retangulares ou circulares com um telhado abobado) invadem a ilha; os tolos de Maleme são distintivos, pois possuem um telhado piramidal. Há novos tipos tumulares: sepulturas em forma de fosso com ou sem nicho. São fossos retangulares de dois metros de profundidade cobertos por lajes de pedra; os exemplares com nicho possuem 4,35 metros de profundidade geralmente com um metro de altura por dois de comprimento.

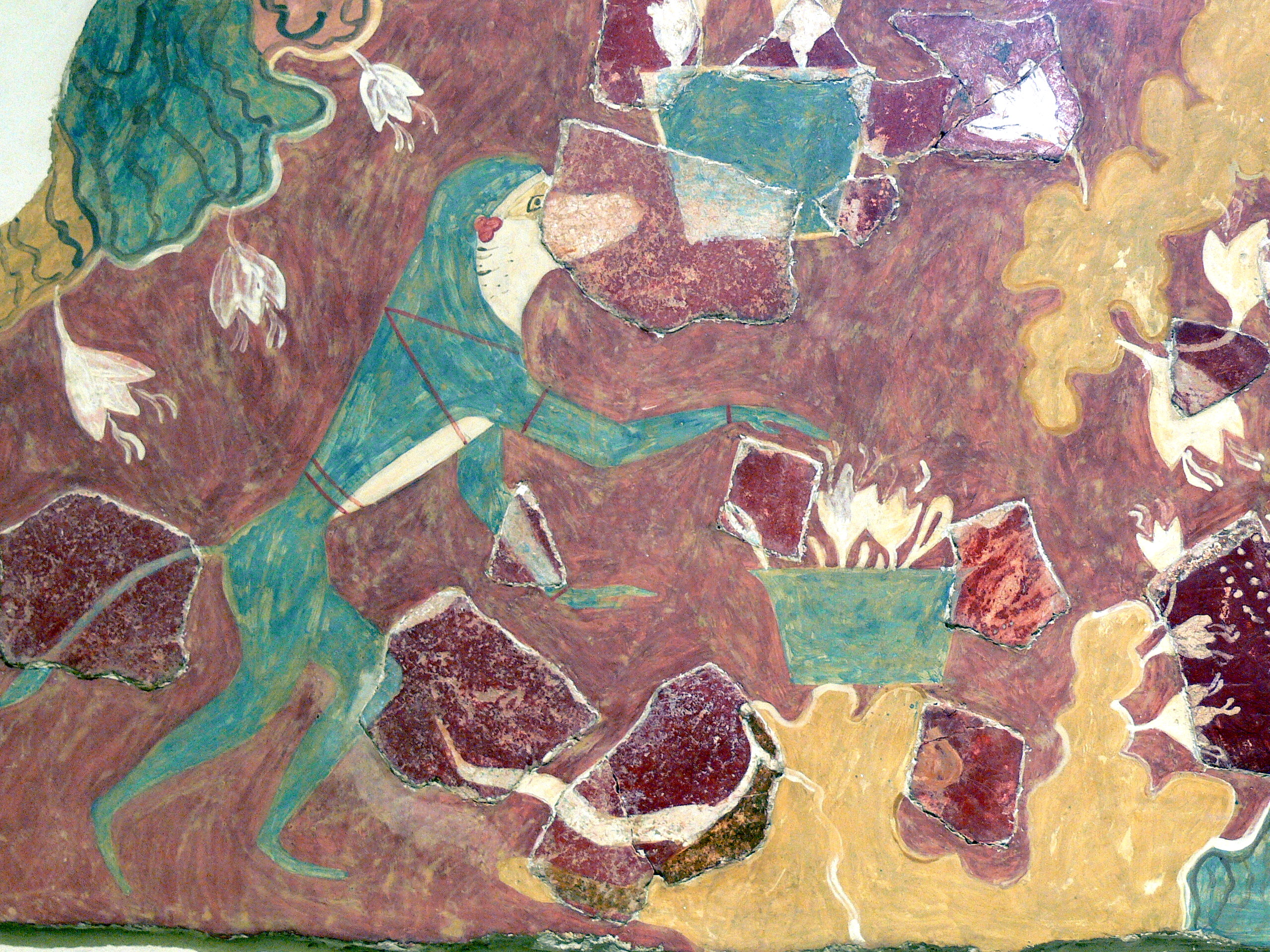
Afresco mostrando macaco com açafrões

## Afrescos
Todos os afrescos minoicos conhecidos são datados do período neopalacial. São encontrados em Festo, Mália, Hagia Triada, Amnisos, Tílissos, e principalmente Cnossos, assim como em Acrotíri, Agia Irini e Filácopi. Entre as representações artísticas estão procissões religiosas, animais marinhos (golfinhos, peixes, polvos), terrestres (leão, gato, macacos) e voadores (pássaros), flores e outras representações botânicas, cenas de pugilismo e outras modalidades de luta, taurocatapsia (saltos sobre touros), seres mitológicos (grifos) e deuses, pessoas da sociedade, liteiras, etc.. Os rostos dos homens eram pintados com vermelho, enquanto os das mulheres eram pintados de branco.
Os minoicos extraíam as tinturas usadas nos afrescos e vasos pintados de diversos materiais: preto do carbono e manganês; branco de cal e argila branca; vermelho do ocre vermelho e hematita; rosa da mistura de ocre vermelho com argila branca; amarelo do ocre amarelo; azul de ferro natural, lápis-lazúli e azul egípcio; verde da mistura de ocre ou malaquita com azul egípcio; cinza de carbono com argila branca ou cal; marrom da mistura de ocre vermelho e azul egípcio ou riebeckite; e castanho da mistura de ocre amarelo com carbono.

## Cerâmica

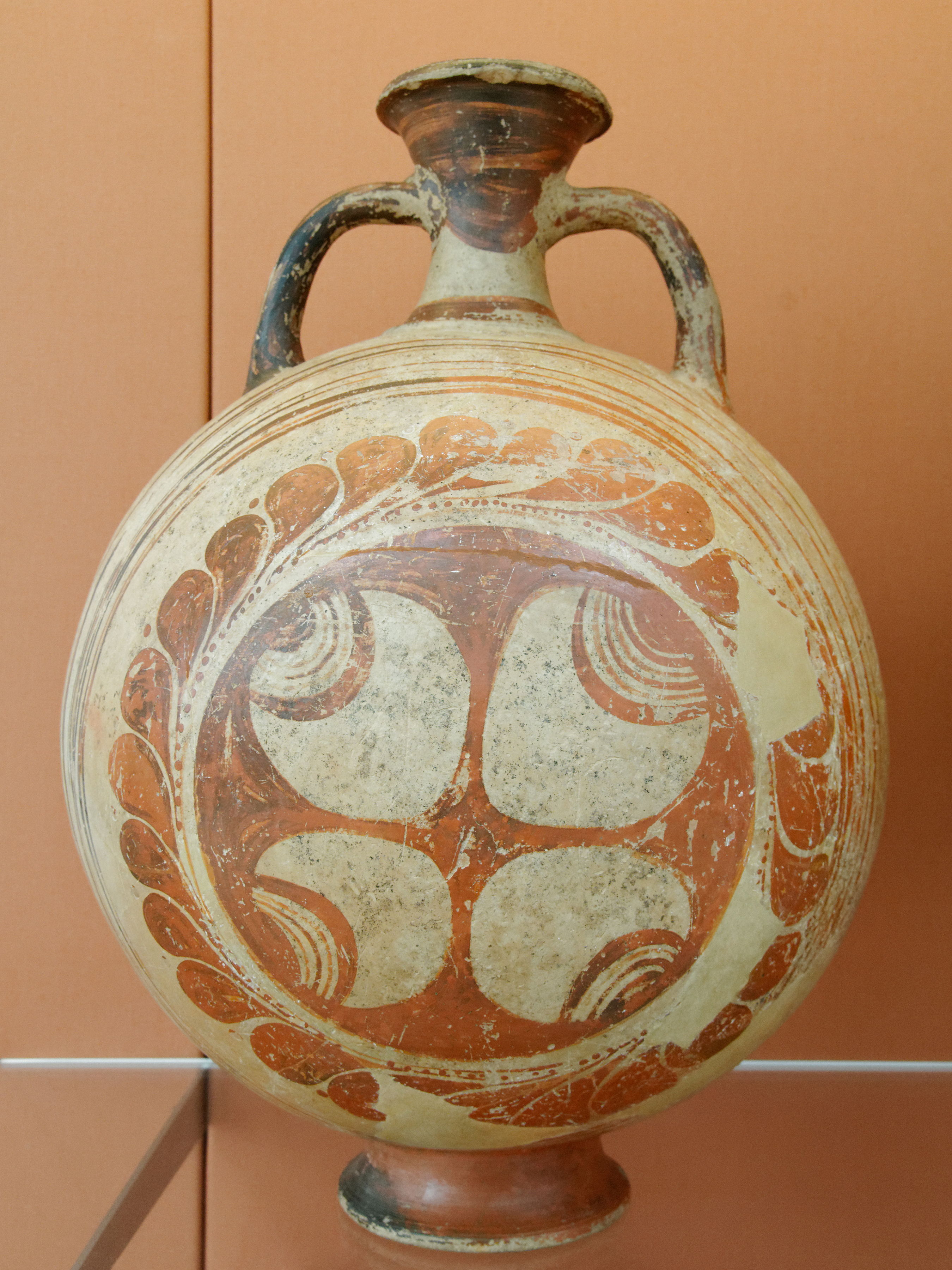
Vaso globular

## Pré-palaciano
A cerâmica neolítica de Creta foi produzida sem rodas de oleiros e cozida sobre fogueiras; a argila empregada podia variar de vermelha para preta e foi pintada, assim como polida através do esfregar da superfície do vaso após a cozedura. A forma mais comum eram bacias simples e abertas. No pré-palaciano novos estilos desenvolveram-se com base nos estilos neolíticos, tendo aparecido entre os achados exemplos antropomórficos, objetos, etc..
O estilo de Pyrgos é composto por cerâmica preta ou esfumaçada com formas lineares e polidas, que estenderam a tradição neolítica. As principais formas foram cálices, copos e cones, cerâmica dupla ou tripla, cerâmicas esféricas suspensas com tampa e jarros cônicos pequenos. Em vez de uma pintura, existem "motivos de polimento": com esta técnica, esfregando partes da superfície com a ferramenta de polimento, obtêm-se vários motivos ornamentais, tais como semicírculos, ziguezagues, e outros. As formas e decorações da cerâmica sugerem que esta derivou de protótipos em madeira.

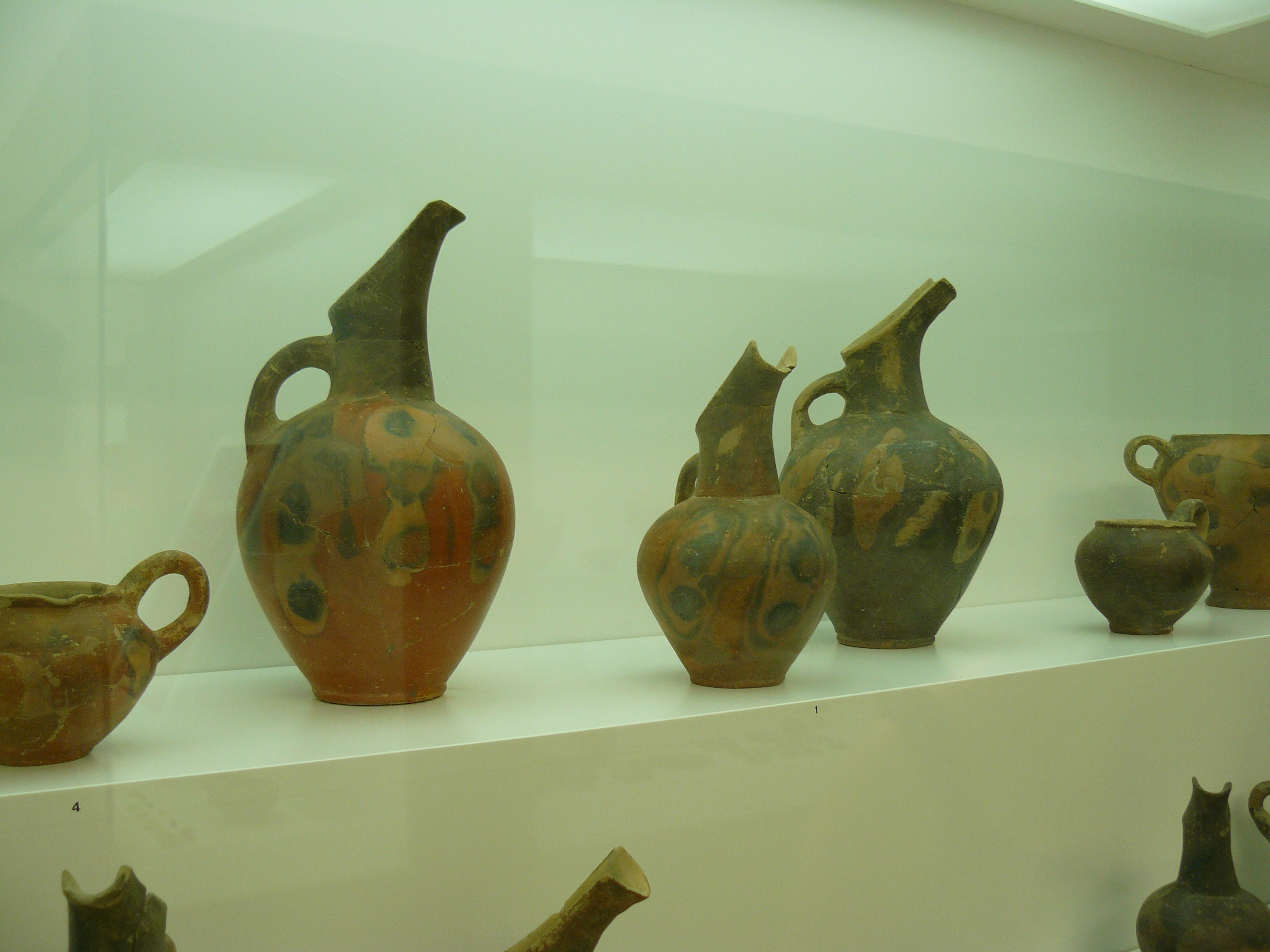
Vasos do estilo Vasilicí

O estilo incisivo há predominância de cor escura nas peças. As principais formas são garrafas e píxides baixos. A partir do estilo de Ágio Onófrio a cerâmica pintada aparece entre o conjunto cerâmico, assim como novos padrões e formas. A pintura varia de vermelho ao preto, passando pelo marrom, dependendo das condições de queima. A decoração consistia em padrões verticais na base do vaso. As principais formas eram jarros, copos, taças, ânforas, vasos, píxides e vasos compartimentados, simples ou complexos. Esta cerâmica é dividida em dois estilos. O Estilo I é caracterizado por vasos com fundo arredondado e decoração simples. O Estilo II é caracterizado por vasos com fundo plano ou com pé com uso extensivo de padrão de hachura. O estilo de Lebena torna-se distintivo pelo uso de decoração branca sobre superfície marrom ou castanha clara, assim como padrões lineares. A parte inferior dos vasos é vermelha escura e arredondada. Tem como formas principais louças baixas, pratos e tigelas.

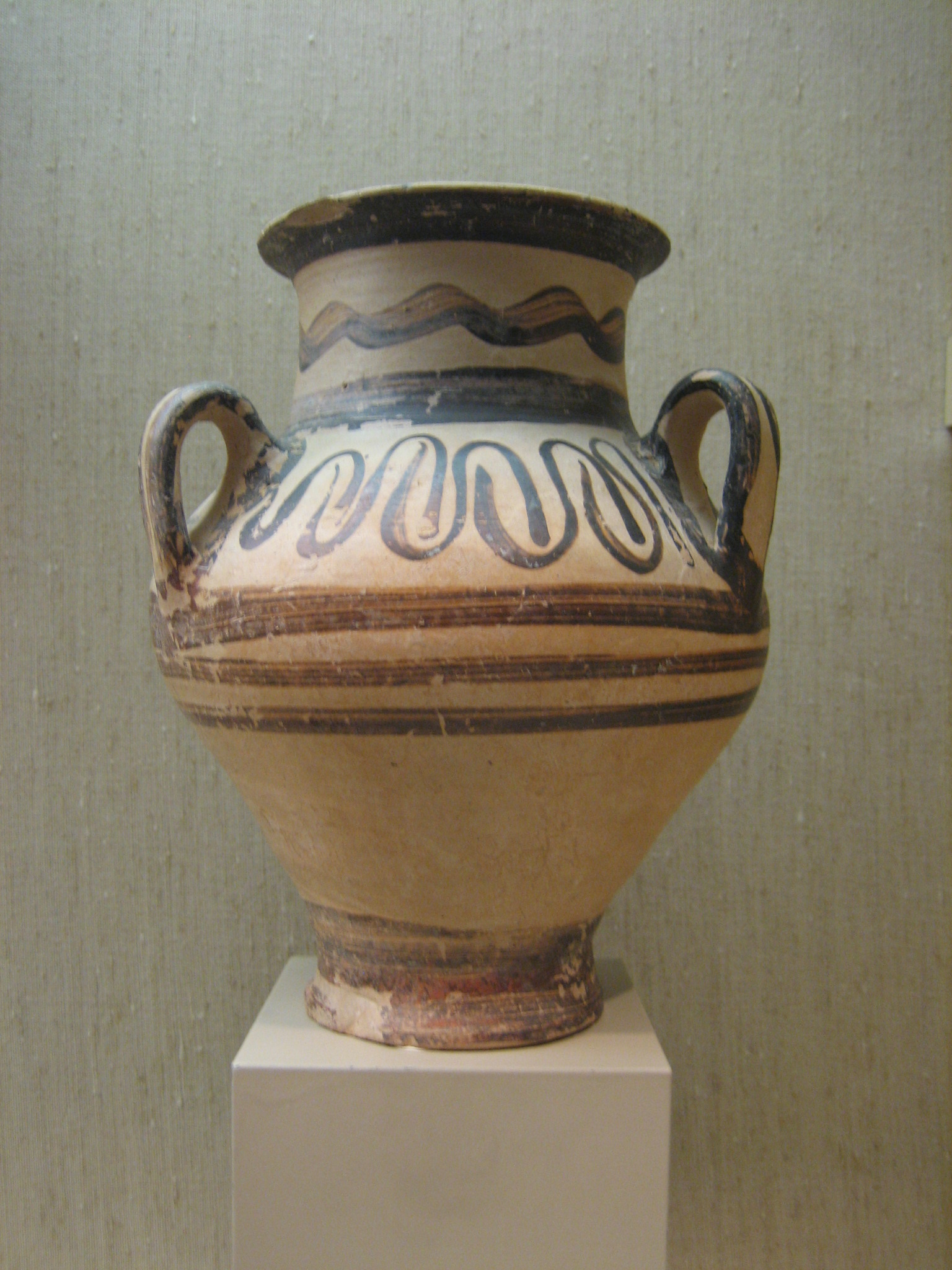
Vaso pintado

Estes estilos são desenvolvidos e aprimorados durante o início do Minoano Antigo II a tal ponto que novos estilos começam a surgir. O estilo de Cumasa foi uma evolução do estilo de Ágio Onófrio. Possuía formas mais complexas e mais excêntricas e motivos decorativos geométricos (sistemas de linhas verticais, triângulos invertidos, losangos), motivos em forma de borboleta, etc. O estilo cerâmica cinza fina distingui-se pela preferência por peças de cor cinza e polimento da superfície. As formas mais comuns são píxides esféricos e cilíndricos. A decoração é exclusivamente incisa e normalmente toma a forma de motivos geométricos (diagonais curtas, triângulos, semicírculos, anéis) e pintas.
No final do Minoano Antigo II há predominância do estilo de Vasilicí. As formas mais comuns foram jarras de fundo achatado, bules, pratos, tigelas e taças; jarros e bules possuíam aplicações de bolinhas ("olhos") em cada lado do bico. Sua superfície foi coberta por uma espessa camada, em que o efeito oxidante irregular do fogo para cozer, fez manchas de diferentes formas. Durante o Minoano Antigo III e Minoano Médio I novos estilos surgiram. O estilo de Lefkos, evoluído do estilo Vassiliki, é o mais proeminente. A superfície da cerâmica é negra e polida com motivos decorativos cor ocre ou branco (linhas curvas, guirlandas, tentáculos de polvo, rosetas, espirais). As formas tradicionais são jarros, bules e copos. Outro estilo, o trachotos torna-se predominante. Sua superfície é áspera a tal ponto que assemelha-se às conchas.

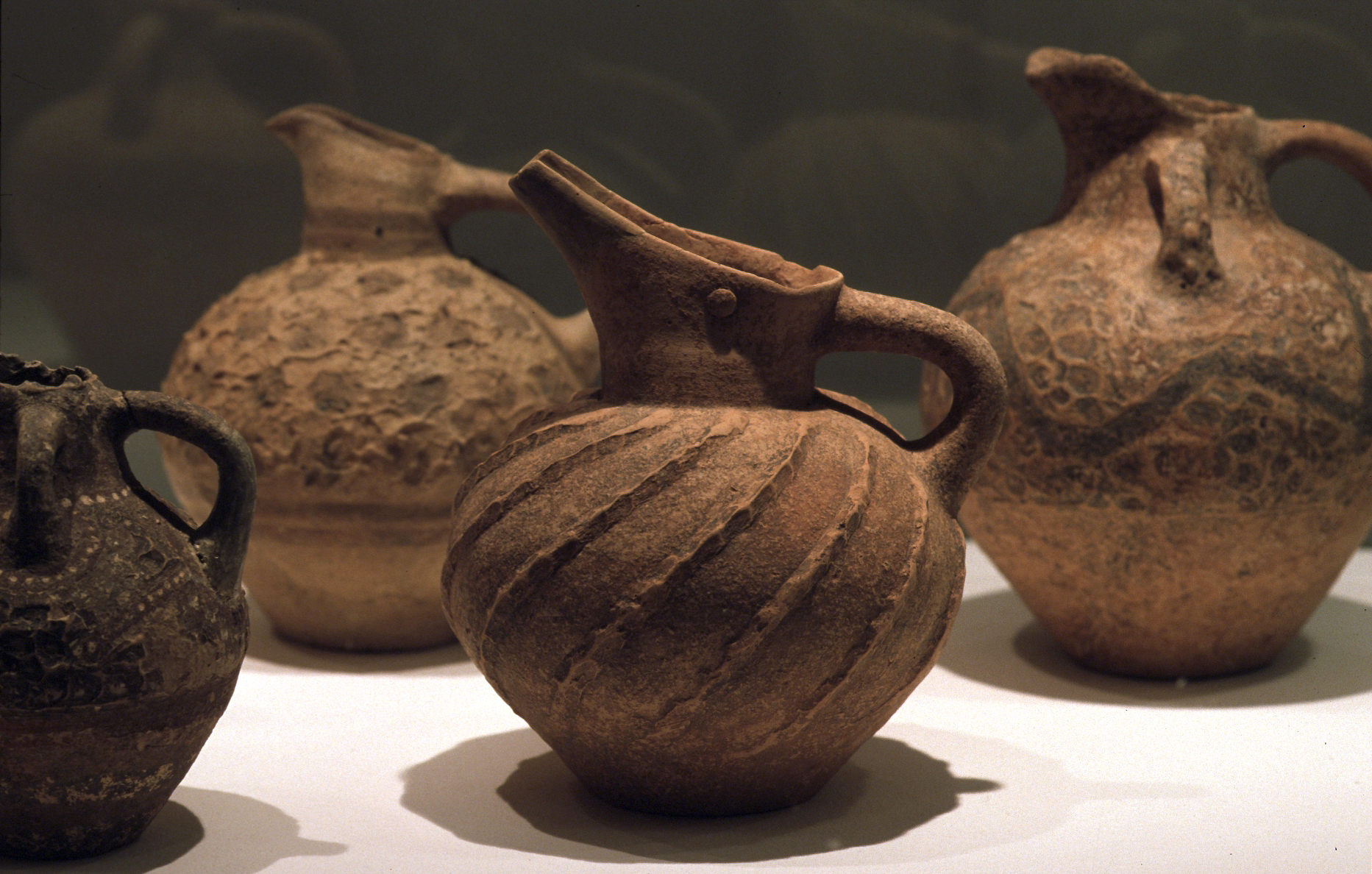
Cerâmica minoica do período protopalaciano

A espiral, que se tornaria mais tarde o tema principal da decoração minoica é então introduzida no repertório de motivos pintados. Parece provável que os minoicos tenham entrado em contato com a decoração espiral devido a influência oriental, e principalmente das técnicas de joias orientais, onde o uso decorativo da forma espiral aparece em tempos muito antigos. Foi então que se espalhou a roda do oleiro e o forno. Durante o período também foi evidenciada a produção de vasos com forma de animais (vasos zoomórficos).

## Protopalaciano

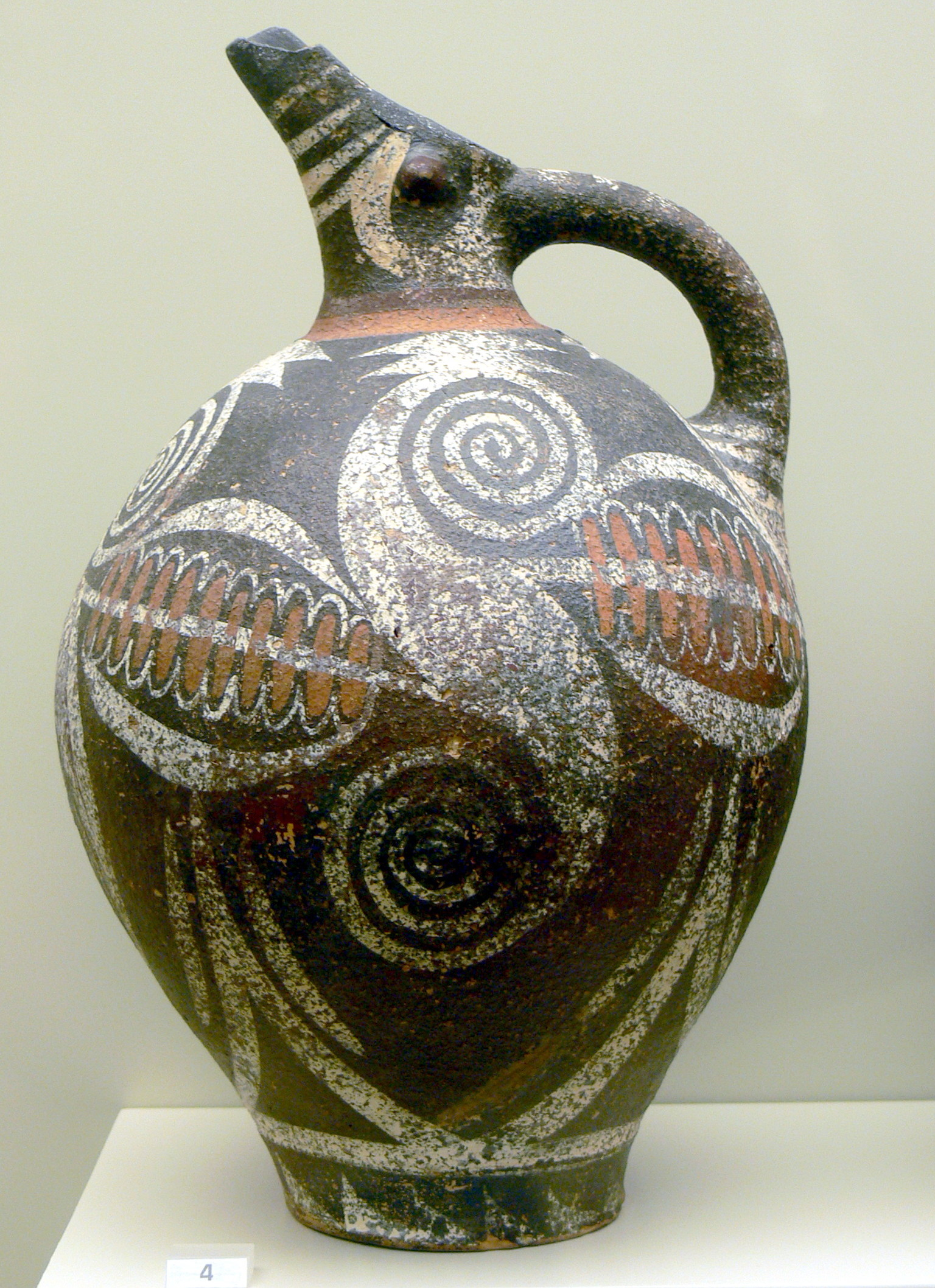
Cerâmica do estilo Camares

O uso da roda de oleiro generaliza-se e surgem pequenos potes de barro mais puros com motivos mais complexos e dinâmicos. No início do período protopalaciano há predomínio do estilo áspero, caracterizado pela crescente decoração aplicada sobre a superfície do vaso quando o barro ainda esta molhado, criando um efeito tridimensional. Esta técnica é frequentemente combinada com uma pintura policromada.
Outro dominante estilo do período é o estilo de Camares. Suas principais características são seus temas decorativos e sua superfície coberta com verniz brilhante (escuro ou preto). Há combinações de ocre branco e vários tons de vermelho, que podem variar do vermelho cereja ao indiano. Raramente há roxo, laranja, amarelo, marrom ou azul. Os ornamentos são baixos relevos vegetais ou animais pintados de várias cores e motivos policromados (linhas curvas, onduladas, alternadas, intrincadas e flexíveis); há elevado número de motivos decorativos no estilo de Camares. As formas mais comuns são copos, tigelas, bacias, xícaras, jarros, copos de barriga esférica, potes pequenos, ritões, ânforas, filtros, garrafas e cerâmica zoomórfica. As peças podiam apresentar estriados verticais, paredes retas, em forma de quilha, ondulados, ter ou não alças, ser esféricos, etc.

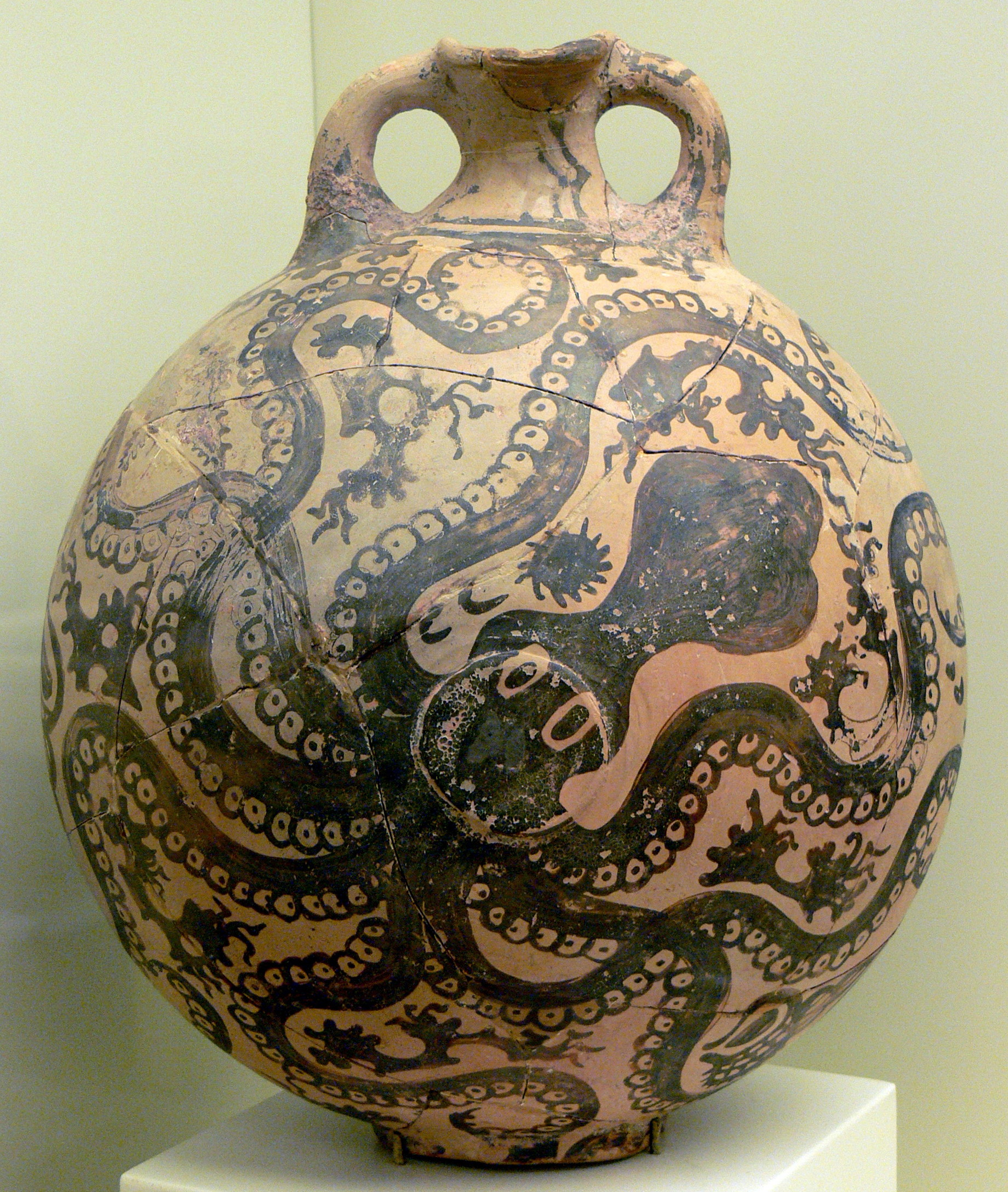
Cerâmica em estilo marinho

## Neopalaciano
O neopalaciano é um período marcado por grande fertilidade e progresso para o mundo minoico que se refletiu na arte. Os estilos anteriores sobrevivem como sub-estilos de modo que novos e mais característicos estilos começam a surgir. Os motivos mais comuns são as espirais brancas, bandeiras e pontilhados, às vezes combinados com uma decoração em relevo. A forma dos vasos é alongada, os pitos são decorados com ondulações e medalhões em relevo ou impressos. Para além das formas adotadas no passado, novas formas são criadas, sendo a mais característica o jarro ou ânfora com coleira, uma abertura verdadeira e duas alças pequenas. O primeiro estilo a notabilizar é o estilo plissado. Sua superfície é altamente polida e decorada com padrões ondulados, lembrando dobras de uma carapaça de tartaruga. As formas mais comuns são taças, ânforas, cerâmica com boca distintiva, escifos e jarros. Enquanto na olaria menor a decoração ocupa a maior parte das paredes das peças, na olaria maior aparece como listras horizontais.

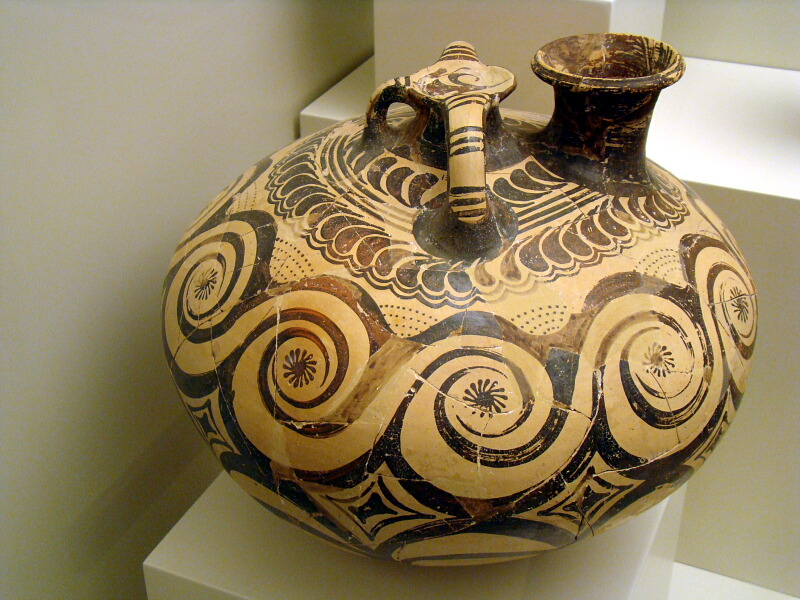
Vaso minoico

O estilo floral toma como motivos decorativos mais comuns a hera, açafrão, ramos de oliveira, faixas e espirais de folhas, juncos, papiros e lírios. No estilo marinho os principais motivos são tritões, polvos, náutilos, lulas, estrelas do mar, algas, corais e esponjas. É comum a representação de uma ou duas criaturas marinhas maiores que eram ladeadas por outras menores. O estilo abstrato valoriza o emprego de elementos religiosos, formas geométricas, imitações de objetos de pedra e metal, etc. No estilo alternativo há uma intrincada mistura de elementos decorativos de outros estilos. Seus principais temas são o coração, a anêmona-do-mar, ornamentos rochosos irregulares, escudos bilobados, machados duplos, nós sagrados, cabeças de boi, etc. Sua principal forma era o copo hemisférico com borda exterior dobrada. O estilo espalhou-se pelo sul do mar Egeu, onde conheceu certo apogeu.

## Pós-palaciano
O estilo do período possui grande influência heládica, ou seja, do continente. Este estilo apareceu em Cnossos, logo após a destruição do palácio tendo se espalhado por toda a ilha. Esta cerâmica possui três fases de desenvolvimento.

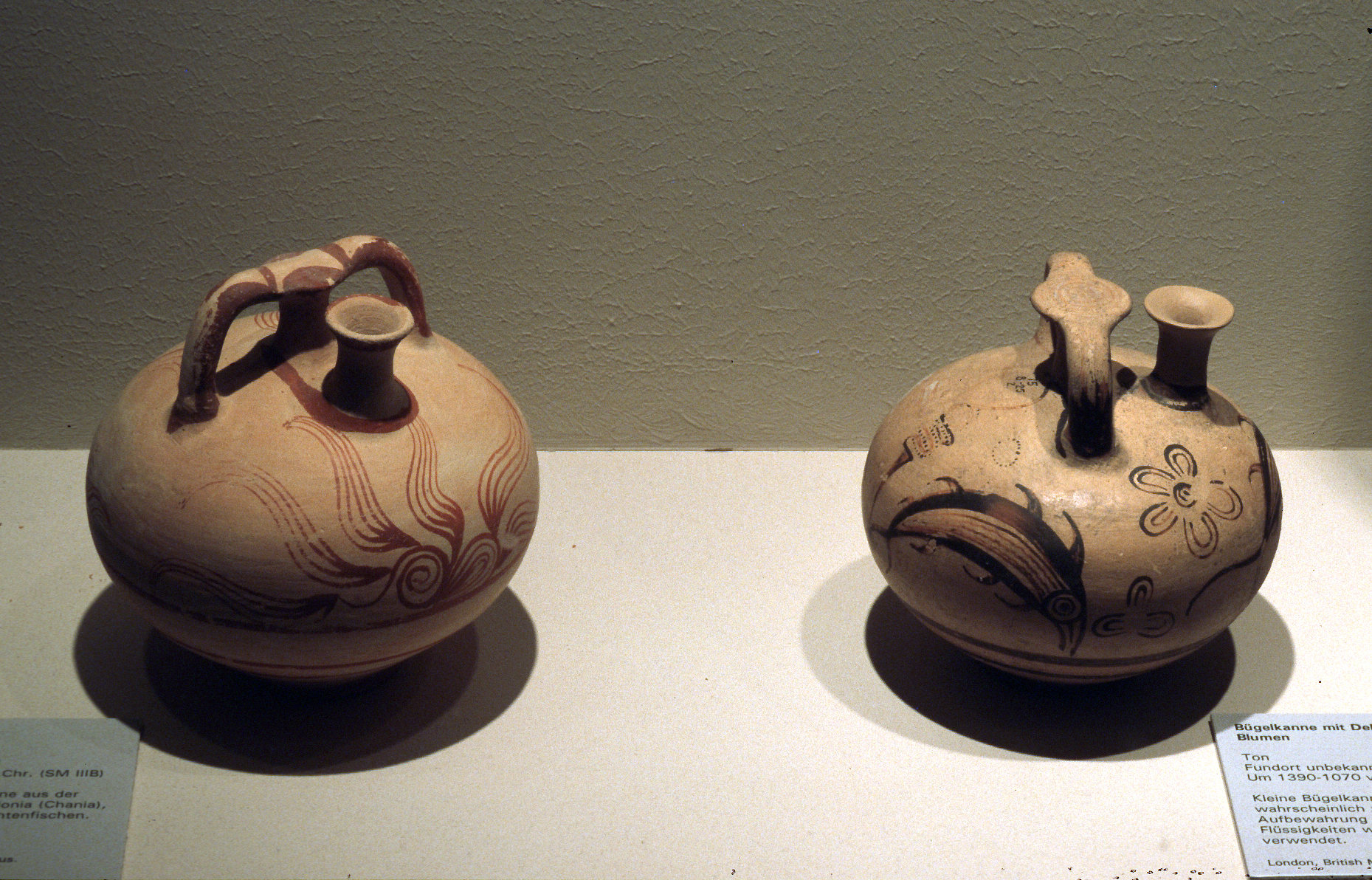
Vasos do período pós-palaciano

Nas primeira e segunda fases, novas formas surgiram, algumas das quais são consideradas como de proveniência micênica, tais como a ânfora de boca falsa, crateras, os jarros/ânforas em forma de pera, ritões, cabaças esféricas, cílices e escifos. Os motivos decorativos são estereótipos, abstratos, invariavelmente repetidos e desenhados nas extremidades. Os motivos mais comuns são o polvo, o pássaro, sigmoides, losangos, linhas onduladas ou quebradas, flores, arcos concêntricos, espirais. Por veze há representações de cenas.
Na terceira fase, existem dois estilos de pintura em cerâmica: o estilo sóbrio e o estilo denso. O estilo sóbrio é caracterizado pelo uso limitado de elementos lineares, colocados em um fundo livre. Os vasos são pintados em um nível bastante rudimentar. O estilo denso usa composições com muitos projetos e motivos decorativos. Os motivos são pesados, compactos e associados com numerosas linhas finas e triângulos desenhados com muito rigor. Durante o período sub-minoico, a cerâmica perdeu parte de sua qualidade. Algumas amostras vieram de Carfi. No entanto a maioria não está bem cozida e a base torna-se facilmente flocos.

## Arte lítica

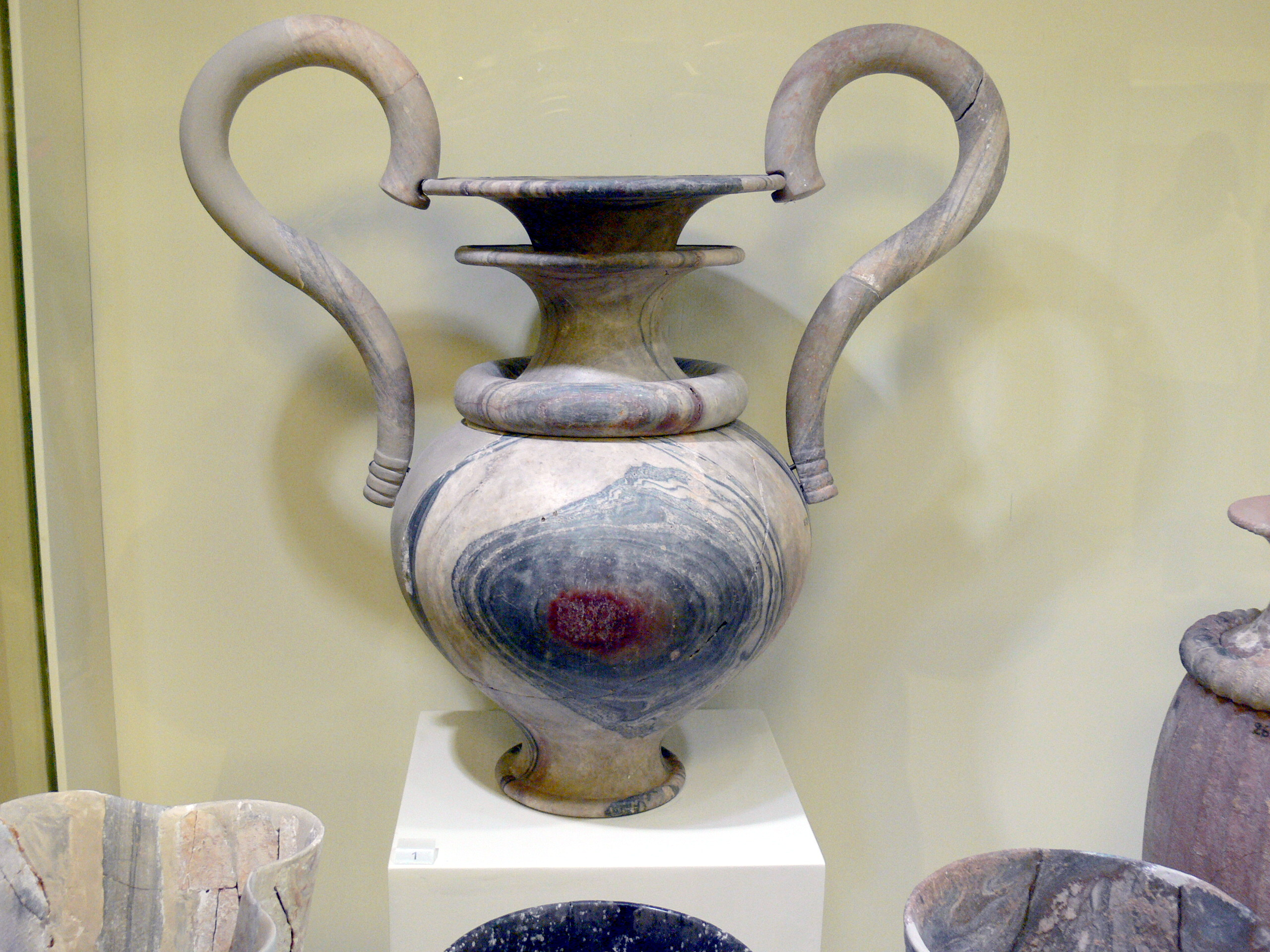
Vaso de mármore

A indústria de vasos de pedra surge no Minoano Antigo II. Inicialmente importadas do Egito, as principais matérias-primas empregadas foram o mármore, serpentina, tufa calcária, xisto clorito, etc.. Outra vertente da indústria lítica minoica foi a indústria de marfim, matéria-prima proveniente da Síria e Egito. Com tal produzia-se selos, contas, fusos de tear, peças para jogos de tabuleiro, pentes e puxadores de espelhos, joias, vasos e estatuetas. A faiança foi empregada para a produção de vasos, objetos rituais, estatuetas, joias, selos cilíndricos, contas de pérolas, amuletos e placas decorativas, assim como para a decoração de objetos produzidos com outros materiais. Os primeiros trabalhos em faiança surgiram em Creta no final do Minoano Antigo. Joias começam a ser fabricadas com pedras semipreciosas.

## Glíptica

Selo minoico

Possivelmente proveniente da Babilônia ou Egito, os selos cilíndricos tinham como principal função identificar e proteger documentos e também servir como amuletos. Tais objetos evoluíram ao longo do tempo de puramente utilitários para uma arte com exemplares do tamanho de pedras. Os selos representam essencialmente um sinal, que possivelmente poderia ser uma forma de escrita. Estão entre os espólios tumulares minoicos o que mostra a ideia de identificação pessoal ligada as selos.
Os primeiros selos datam de meados do III milênio a.C., durante a segunda fase do pré-palaciano. Foram feitos com material macio, como osso, ônix, marfim, serpentina ou esteatita. São grandes e quase todos foram encontrados em túmulos. As principais formas são anéis, selos-carimbos, selos-botões, cones, prismas e, mais raramente, cilindros; há exemplos de selo zoomórficos (leões, touros, macacos, aves). Sua superfície podia ser incisa com linhas, cruzes, estrelas ou padrões em "S" ou em espiral, com representações zoomórficas e/ou antropomórficas. Os selos do final do pré-palaciano possuem símbolos hieróglifos.

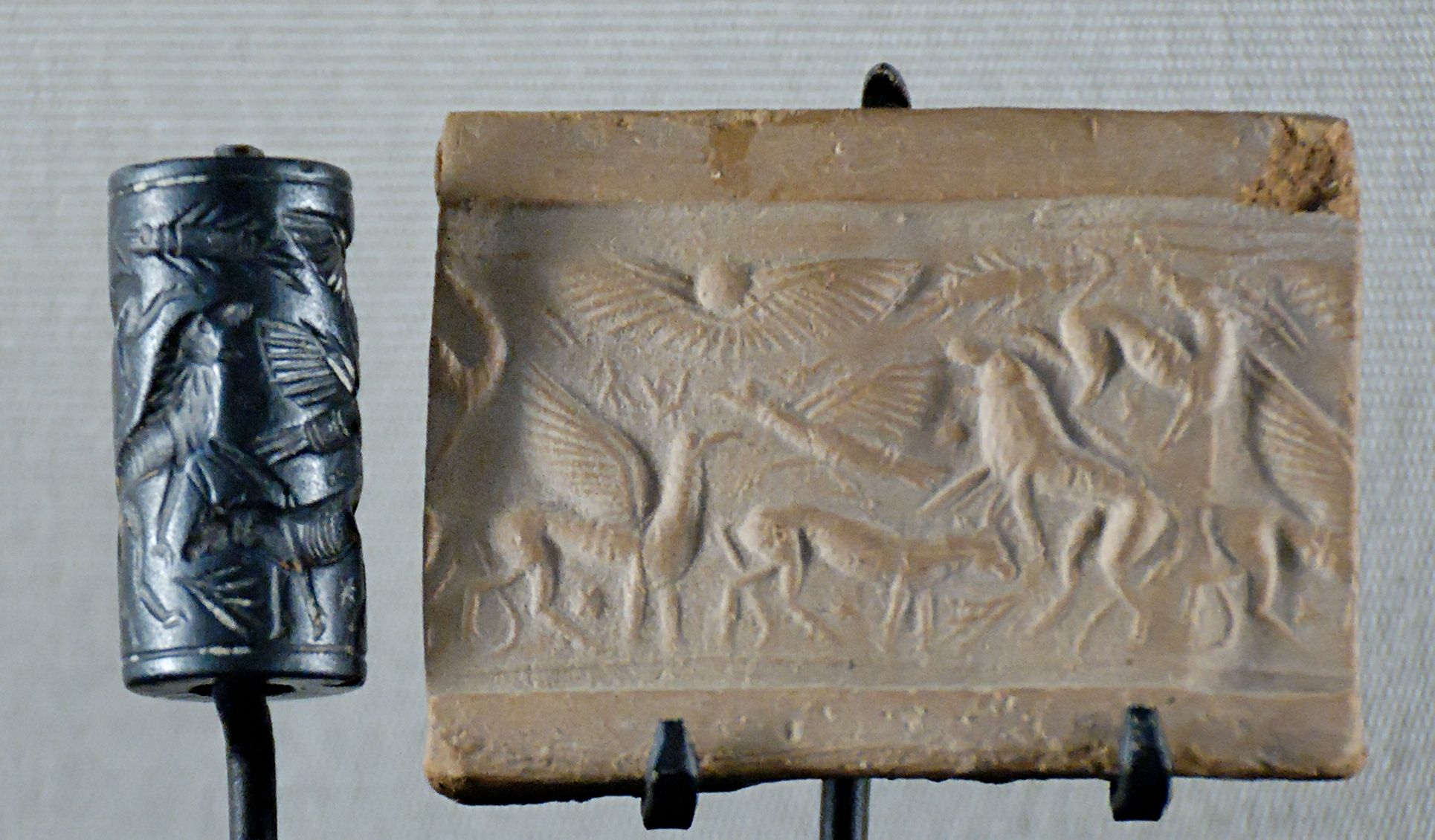
Selo cilíndrico minoico

Durante o protopalaciano, com o advento de novas técnicas de lapidação, começou-se a surgir o emprego de novas matérias-primas mais duas e pedras semipreciosas, como a cornalina, ágata, jade, calcedônia, cristal de rocha ou hematita; há exemplos de formas incisas minúsculas.  Prismas, discos, selos-carimbos e selos em forma de pera com um pequenos manuseador são característicos do período. Os motivos incluem hieróglifos, desenhos compostos por linhas ou círculos, assim como desenhos figurativos (zoomórficos, antropomórficos e botânicos) que abrigam caminho para o estilo naturalista do próximo período.

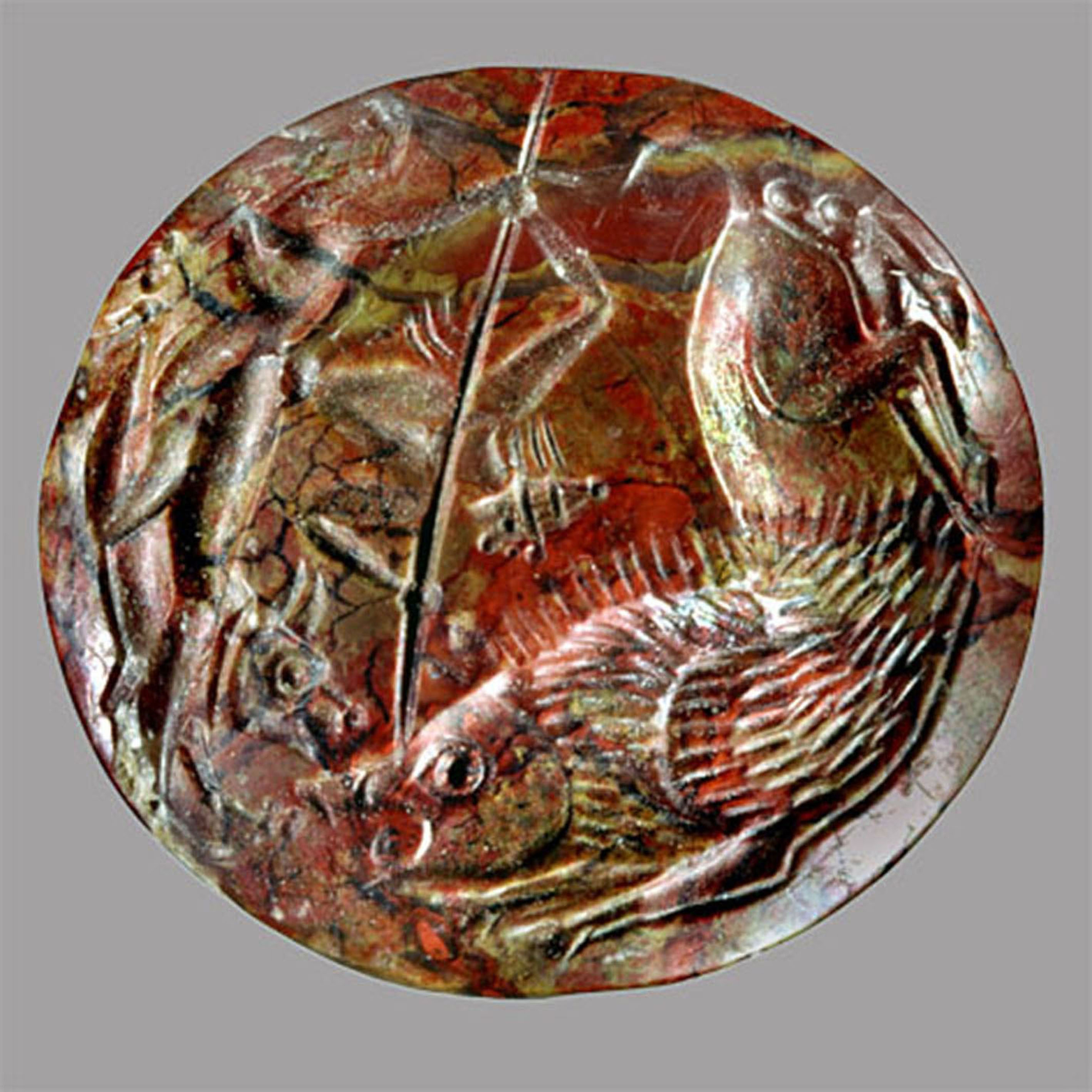
Selo minoico

No neopalaciano há um aumento considerável da variedade de formas e motivos decorativos (peixes, crustáceos, pássaros, ramos, cavalos, touros, leões devorando touros, cabras). Há exemplos que refletem caráter religioso, com representações que ilustram celebrações de ritos, touradas, edifícios ou objetos sagrados (p. ex. vasos para libação). Também há selos que retratam seres demoníacos como grifos, esfinges, o Minotauro, e a deusa egípcia Tuéris. Exemplos provenientes de Gúrnia mostram carros de guerra de duas rodas puxados por cavalos.
A arte de selos declinou no período pós-palaciano. Perderam seu poder de invenção e, em seguida, foram confinados à representações de desenhos tradicionais. Este declínio é gradual, e o início do período evidencia selos de pedras semipreciosas, assim como motivos do período anterior como leões atacando touros, cabras e cenas rituais. No entanto, os motivos característicos deste período são aves aquáticas e flores de papiro. As incisões são menos trabalhadas do que as dos períodos anteriores, os motivos têm menos vida, os membros são separados do corpo, a rigidez angular é evidente, sendo todos uma reminiscência de artes plásticas do mesmo período.

## Estatuário

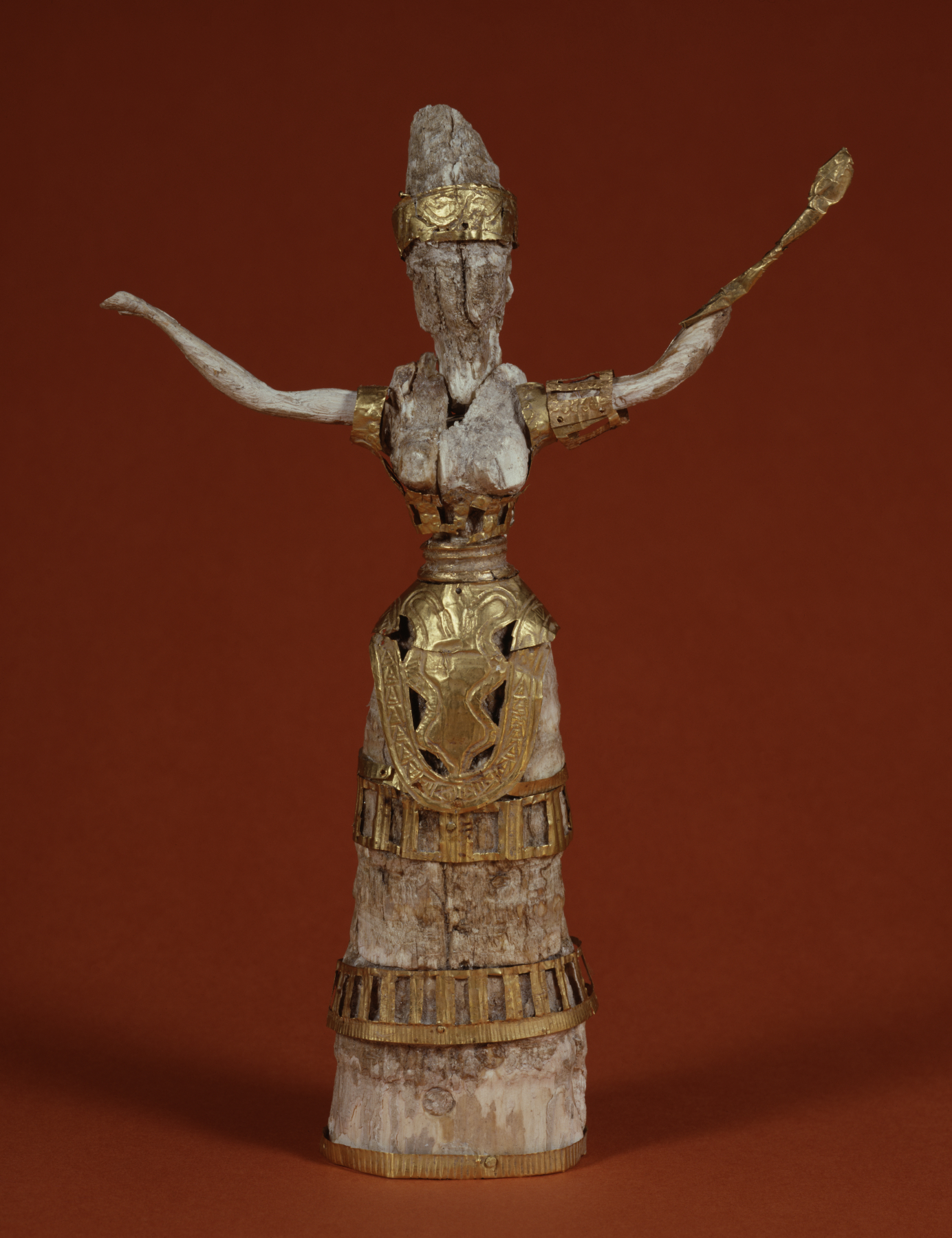
Exemplo de deusa-mãe com os braços levantados

A arte de produzir estátuas surge em Creta no neolítico. Desde sua formação, tal arte empregou argila, mármore, esteatita, alabastro, calcário, ardósia e conchas. Os exemplares em argila eram mais naturalistas do que aqueles em pedra. Foram, certamente, de uso religioso e foram em menor grau usados como amuletos. As estatuetas neolíticas têm como característica a deformidade corpórea: cabeças disformes, pescoços longos, corpos pequenos, etc; em exemplares femininos é evidente o realce das parte do corpo ligadas a fertilidade. Há abundantes exemplos de estátuas da deusa-mãe.
No pré-palaciano inicia-se o emprego de bronze para produção de estátuas. Inicialmente o estatuário de pedra têm influências cicládicas. As figuras masculinas, geralmente pintadas em vermelho, possuem punhais e um cinto típico; as femininas vestem roupas minoicas muito bem trabalhadas e às vezes são pintadas em branco com decoração policrômica. Santuários do período começam a receber ofertas de estátuas de terracota representando formas humanas. Dentre os exemplos zoomórficos estão ovelhas, bovinos e cabeças de boi. Há exemplos de reproduções em argila de santuários, altares, barcos, tronos e tambores. No pós-palaciano as estátuas do são unicamente de argila. As principais formas do período são estátuas zoomórficas, objetos diversos e a deusa louvando.

## Metalurgia

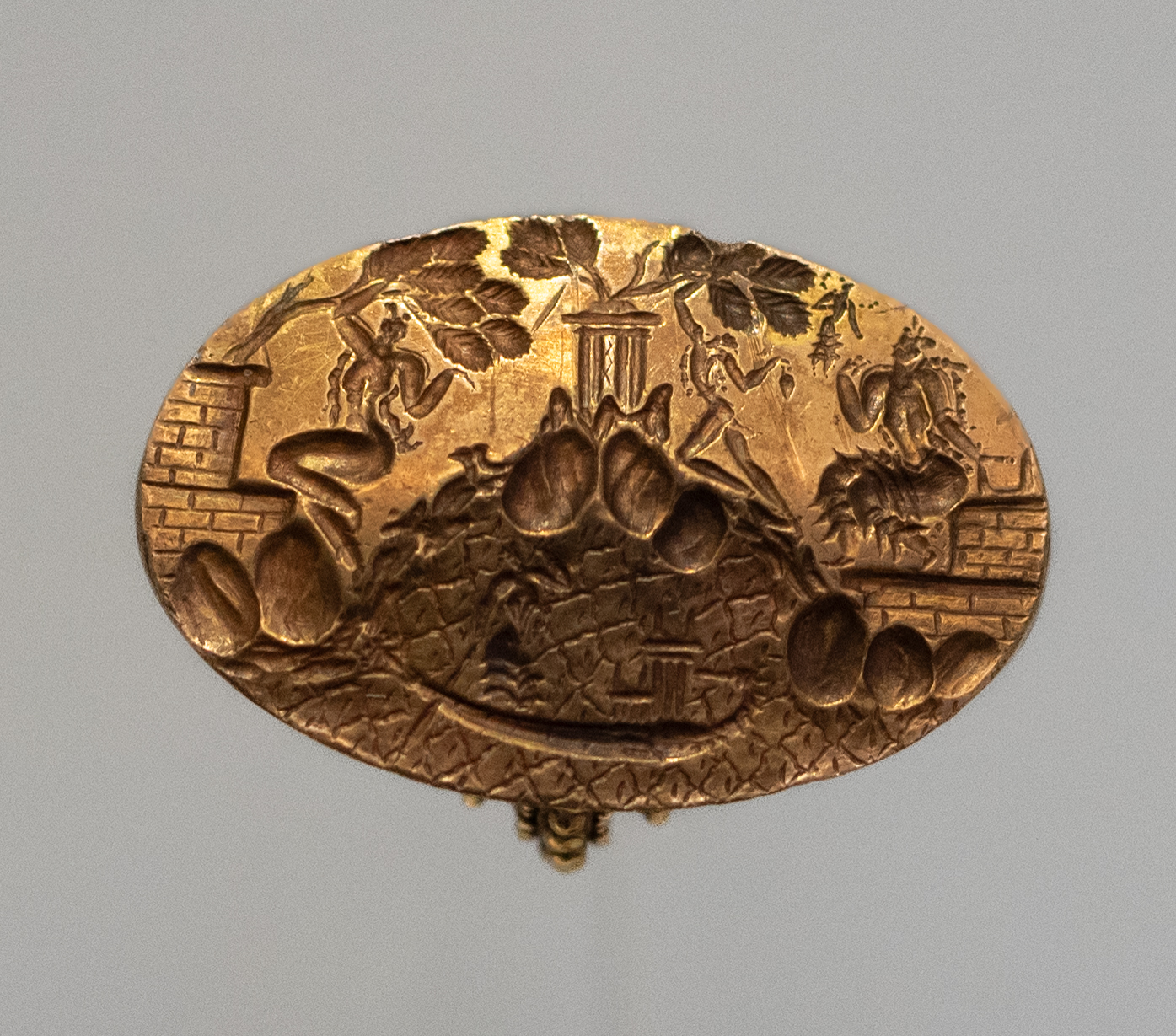
"Anel de Minos", provavelmente de Cnossos, período neopalaciano tardio

O início da utilização de metais em Creta marca o fim do neolítico e o começo da história da civilização minoica. Embora Creta possui-se jazidas de cobre, sua quantidade era insuficiente, o que obrigou os minoicos a importarem metais do Chipre e Anatólia. Os primeiros objetos em cobre são pequenos punhais quase triangulares. Com o tempo novos metais começaram a ser empregados: zinco (Anatólia), bronze, ouro (Egito, Sinai, Anatólia), chumbo e prata (Cíclades ou Cilícia). Com bronze produzia-se adagas alongadas (durante o período recebem pregos para segurar as alças) reforçadas por uma nervura central, machados duplos, facas para esculpir, serras e alicates; as ferramentas, especialmente aquelas acopladas em hastes de madeira, possuíam furos ovais para impedir, ou ao menos inibir, que a ferramenta girasse. Com ouro alfinetes, colares, pingentes, diademas, correntes e estatuetas zoomórficas.
Os minoicos já estavam familiarizados com as técnicas martelar, cortar e a chamada repoussé (empregada em metais maleáveis de modo a ornamentá-los ou moldá-los por meio de marteladas do lado oposto, criando assim baixos relevos). Houve grande variedade nos tipos de adornos pessoais produzidos: tiaras, anéis, colares, broches, pulseiras, brincos, pingentes e fíbulas; contas de ouro e prata foram combinadas para fazer joias com pérolas e outros materiais preciosos como o marfim, cerâmica e pedras preciosas em composição colorida. Estes objetos beneficiaram a utilização de novas técnicas mais avançadas, tais como a modelagem, as contas e a filigrana.

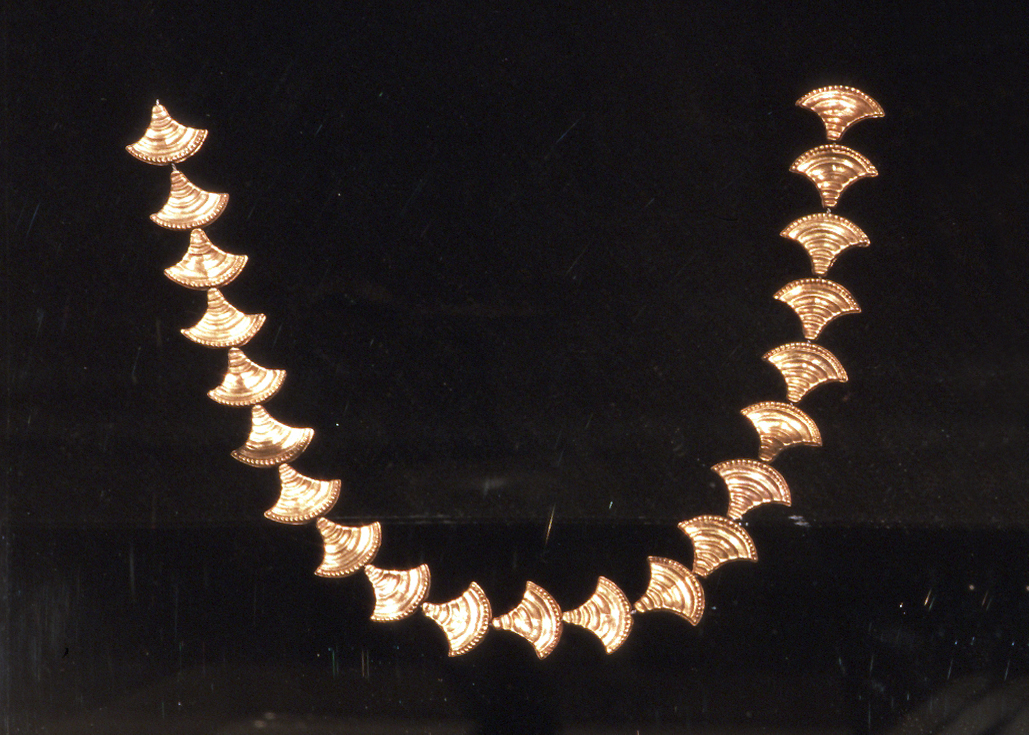
Colar minoico

No neopalaciano utensílios domésticos (ânforas, hidras, bacias para lavar as mãos, tigelas, potes, panelas, etc.) e armas foram fabricadas com bronze, enquanto o ouro e a prata foram utilizados para produzir joias. No pós-palaciano a variabilidade característica da metalurgia minoica declina, tendo esta se resumido praticamente a produção de armas (punhais, espadas, facas e pontas de lanças) e alguns objetos pessoais (grampos de cabelo, lâminas de barbear, espelhos) com bronze. Vidro, ouro e prata são empregados para a criação de anéis, pérolas e colares; os anéis de ouro possuíam cenas religiosas incisas e eram utilizados como selos.